# Juan José Revueltas Colomer
Juan José Revueltas Colomer (ook: Juan J. Colomer) (Alzira, Valencia, 1966) is een hedendaags Spaans componist.

## Levensloop
Op 8-jarige leeftijd kreeg hij zijn eerste muziekles in de muziekschool van de Banda Sinfónica de la Societat Musical de Alzira, waar hij later ook meespeelde. Aansluitend ging hij studeeren aan het Conservatorio Superior de Música de Valencia, compositie en trompet en behaalde de hogere diploma's. In 1990 ging hij in de Verenigde Staten en studeerde aan het Berklee College of Music te Boston. In 1991 won hij een prijs van de stad Madrid voor zijn compositie Añoranzas voor harp.
Tegenwoordig leeft hij in Los Angeles en hij werkt in projecten met artiesten en kunstenaars samen zoals Juan Carlos Calderón, Bebu Silvetti, Alejandro Fernández en met muzikanten zoals Alex Acuña en Vinnie Colaiutta. 
Voor bepaalde concerten orkestreerd hij werken voor Plácido Domingo en voor de drie tenoren. Voor een aantal filmen heeft hij de muziek geschreven. De catalog van zijn composities omvat symfonisch werk, kamermuziek, werken voor banda (harmonieorkest), filmmuziek en solistische stukken.

## Composities

### Werken voor orkest
- La complicidad del espectro
- Grafenberg
- Adagio, voor strijkers
- Concerto Nº 1, voor piano en orkest
- La Devota Lasciva, voor koperkwintet en orkest
- Naturaleza Humana, voor hoorn solo, hoornkoor en orkest
- Symphonic vignettes, voor symfonieorkest en trompet

### Werken voor banda (harmonieorkest)
- Raices "Música para un aniversario", voor banda (harmonieorkest)[1]
  1. Introducción - 1er Tiempo
  2. Tiempo
  3. Tiempo
- Chova
- Feb 93
- Josep Pau

### Vocale muziek
- Aria, voor sopraan en orkest
- Lied, voor sopraan en piano

### Kamermuziek
- Lisonjas de la alcahueta, voor eufonium en koperkwintet
- Obertura y Chacona, voor trompet en organ
- Como pez en su pecera, voor kopertrio en perkusion
- Concerto, voor trombone
- Decadence, voor hobo, hoorn en piano
- Dialogos inmencionables, voor trombone solo en koperkwintet
- EB-1, voor viool en piano
- Fierabrass, voor koperensemble
- Historia de un muntante, voor kwintet
- La devota Lasciva, voor koperkwintet
- Realidades disipadas, voor cello en piano
- Sonata, voor trompet en piano
- Trio, voor fluit, altviool en harp
- Quintet, voor vijf fluiten
- Viveros, voor kamertrio
- The five Musketeers, voor koperkwintet

### Werken voor piano
- Influjo

### Werken voor harp
- Añoranzas

### Filmmuziek
- Dark honeymoon
- A day without a Mexican
- The box
- A letter to Rachel
- Acts of love
- Aimee Price
- Bobby
- CNB
- Cronique de la Decouverte
- Dangerous cargo
- Distorted Images
- Double or nothing
- Fat free
- First date
- For better and for worse
- Getting Rachel back
- Invisible temptation
- Last Kill
- Learning to lead
- Luna
- Maradentro
- Mulholland ceremonies
- Pacifico inedito
- Rewrite
- Shakespeare...in & out
- Sunsplit
- Sylvia's Baklava
- Ten seconds
- The Crimson hour
- The Mexican dream
- The Wall
- Three short pieces
- Yellow belle

## Media
1. ↑  Raices "Música para un aniversario" door de "Banda Sinfónica Círculo Católico de Torrent" o.l.v. Vicente Cogollos Linares

- Biblioteca Nacional de España: XX1625546
- Gemeinsame Normdatei: 139035885
- International Standard Name Identifier: 0000 0000 7825 5151
- Library of Congress Control Number: no2004011242
- MusicBrainz: 7401664d-97d0-4a21-aba3-3455756c819e
- Virtual International Authority File: 87362635
- WorldCat: E39PBJB4hCfMPCvgfFK79j9CcP